# Skidspår

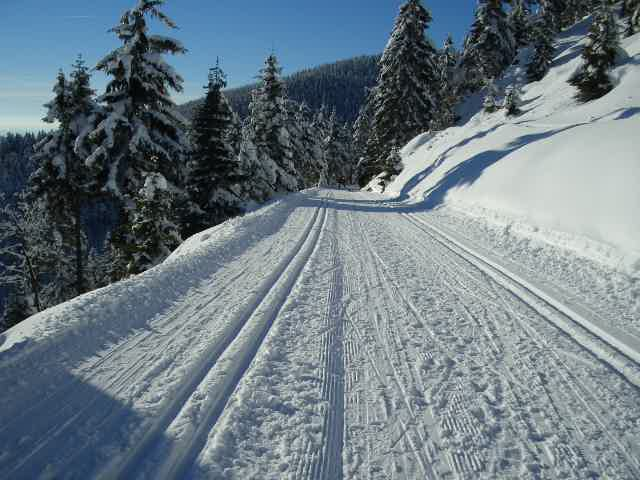
Två skidspår för den klassiska stilen och ett för skate (i mitten).

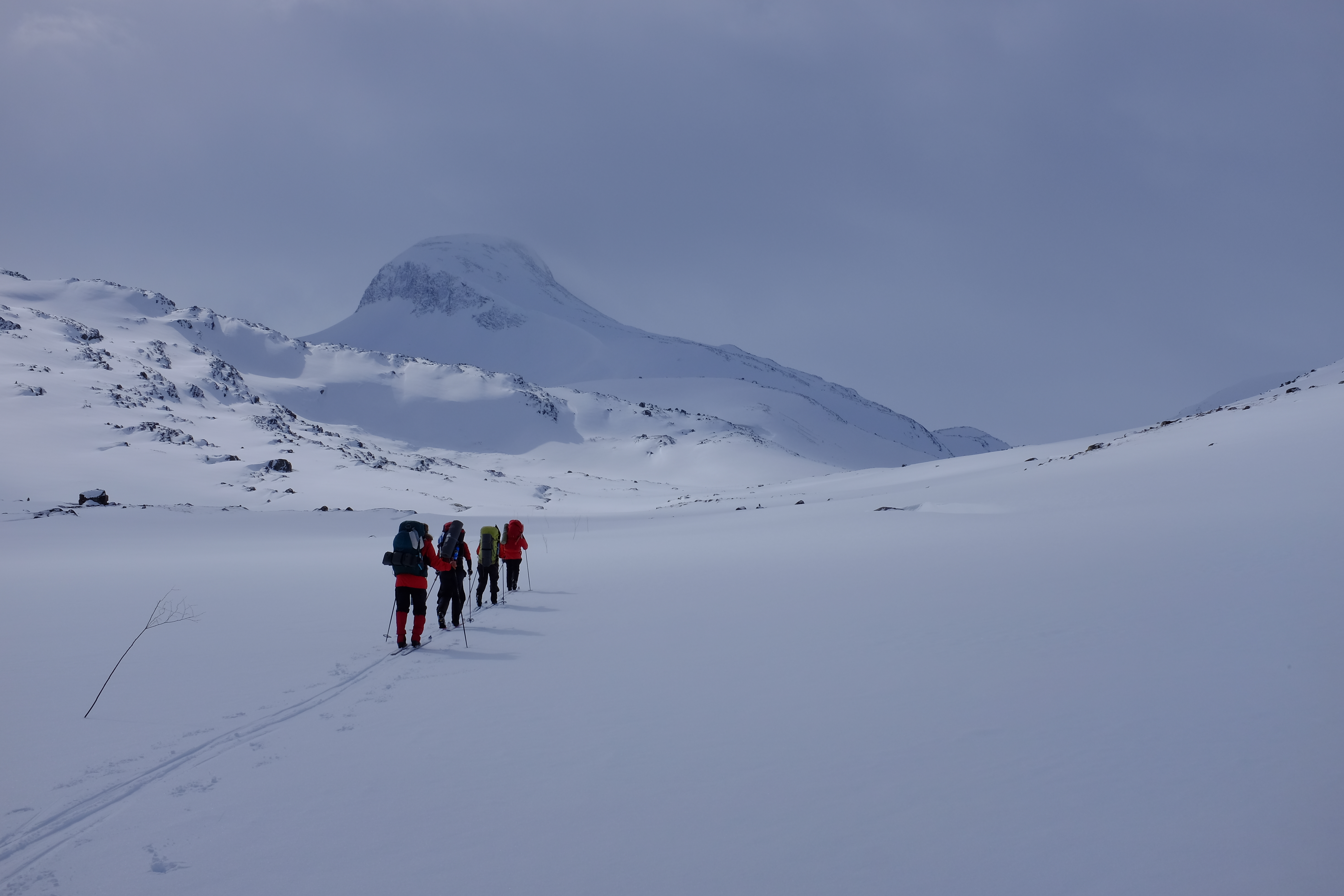
Skidspår i fjällen.

Ett skidspår är ett spår i snön efter en eller fler personer som skidat eller ett spår preparerat för längdskidåkning. Utvidgat används ordet om snötäcke preparerat för längdskidåkning. Om det finns fler preparerade spår kallas området en skidanläggning.
Eftersom det är lättare att skida i ett färdigt spår än i orörd snö gör man inte skillnad mellan ett spår efter skidlöpare och ett spår som skapats för skidåkning genom skidning. Skillnaden är tydlig då spåret prepareras med maskin, men samma ord används också då.
Skidspår prepareras vanligtvis med hjälp av ett bandfordon. Deras utformning är olika beroende på avsedd skidlöpningsstil. För den klassiska stilen består spåret av långsträckta fördjupningar i snön något bredare än skidorna. För skate skapas en fyra meter bred remsa där snön är fastare än i omgivningen.
Om ett skidspår är belyst för att kunna användas även under mörker kallas det elljusspår.